# His Majesty’s Government Communications Centre
His Majesty’s Government Communications Centre (früher: Her Majesty’s Government Communications Centre kurz: HMGCC, deutsch „Das Regierungskommunikationszentrum Seiner Majestät“, früher: „… Ihrer Majestät“) ist eine Regierungsbehörde des Vereinigten Königreichs. Es darf nicht mit den Government Communications Headquarters (GCHQ, deutsch „Regierungskommunikationszentrale“) verwechselt werden, dem es untersteht.

## Lage
Das HMGCC befindet sich in Hanslope Park bei Hanslope im englischen Borough of Milton Keynes etwa 80 km nordwestlich von London und weniger als 15 km nördlich von Bletchley Park (B.P.), der ehemals zentralen militärischen Dienststelle, die sich im Zweiten Weltkrieg erfolgreich mit der Entzifferung des deutschen Nachrichtenverkehrs befasste.

## Aufgaben
Zu den Aufgaben des seit 1938 bestehenden HMGCC gehört der Entwurf und die Bereitstellung sicherheitsrelevanter Kommunikationssysteme insbesondere für britische Regierungsstellen. Hierzu verfügt es über eine Reihe von Labors und Werkstätten mit hochqualifizierten Wissenschaftlern und Ingenieuren unterschiedlichster Fachrichtungen, die an der Erforschung, Entwicklung und Umsetzung innovativer Lösungen  arbeiten. Die Personalstärke beträgt knapp 400.